# Ла Тана (Бјела)
Ла Тана је насеље у Италији у округу Бијела, региону Пијемонт.
Према процени из 2011. у насељу је живело 41 становника. Насеље се налази на надморској висини од 341 м.